# معتز حسين
معتز حسين رضوان هو ممثل مصري تخرج من الأكاديمية الحديثة بلمعادي، وشارك بالتمثيل في العديد من الأعمال السينمائية والتليفزيونية.

## مسيرته المهنية
تخرج معتز حسين من الأكاديمية الحديثة بلمعادي والتحق بعدد من ورش التمثيل، ثُم جاءت بداية مسيرته الفنية في عام 2014 عندما ظهر في مشهد وحيد ضمن حلقات الجزء الأول من مسلسل «هبة رجل الغراب» من بطولة إيمي سمير غانم، ثُم توالت مُشاركاته في الأفلام السينمائية والأعمال التليفزيونية، والتي كان من أبرزها دوره في مسلسل «جمال الحريم» الذي عُرض في عام 2020 للمخرجة منال الصيفي، ودوره في الجزء الثاني من مسلسل «الاختيار» الذي عُرض في عام 2021 للمخرج بيتر ميمي.

## أعماله
| سنة العرض | اسم العمل                                     | نوع العمل | الدور       |
| --------- | --------------------------------------------- | --------- | ----------- |
| 2022      | حكايات جروب العيلة                            | مسلسل     | عمر         |
| 2022      | العائدون                                      | مسلسل     | طارق        |
| 2021      | الاختيار (الجزء الثاني)                       | مسلسل     | المقدم عاصم |
| 2021      | ورا كل باب - الموسم الثاني (حكاية عائلة چيچي) | مسلسل     |             |
| 2020      | جمال الحريم: المكتوب                          | مسلسل     | مهدي        |
| 2020      | حكايات بنات (الجزء الرابع)                    | مسلسل     | رامي        |
| 2019      | أنا شيري دوت كوم                              | مسلسل     |             |
| 2018      | طلعت روحي                                     | مسلسل     |             |
| 2017      | أبو العروسة (الجزء الأول)                     | مسلسل     |             |
| 2017      | اختيار إجباري                                 | مسلسل     |             |
| 2017      | الحالة ج                                      | مسلسل     |             |
| 2017      | حلاوة الدنيا                                  | مسلسل     |             |
| 2016      | ليلة                                          | مسلسل     |             |
| 2016      | نوايا بريئة                                   | مسلسل     |             |
| 2015      | تحت السيطرة                                   | مسلسل     |             |
| 2015      | لعبة إبليس                                    | مسلسل     |             |
| 2014      | الصياد                                        | مسلسل     |             |
| 2014      | سرايا عابدين (الجزء الأول)                    | مسلسل     | أحمد        |
| 2014      | مراتي وزوجتي                                  | فيلم      | زوج نيفين   |
| 2014      | هبة رجل الغراب (الجزء الأول)                  | مسلسل     |             |

## روابط خارجية
- صفحة الممثل على موقع قاعدة بيانات الأفلام العربية